# 梅惟和
梅惟和（1529年—？），字元臣，貴州普定衛軍籍，陝西西安府三原縣人，明朝政治人物。

## 生平
受業于叔父梅雪，嘉靖三十四年（1555年）貴州鄉試第十五名舉人。嘉靖三十八年（1559年）中式己未科會試第一百三十五名，三甲第一百四十四名進士。授行人司行人，四十二年十一月选授廣東道试監察御史，四十三年三月實授，先後巡按廣東，奉旨當冊封琉球國王，以親老辭。後巡視山海關。祈終養歸，卒於家。

## 家族
曾祖梅忠，鎮撫；祖父梅紀；父梅月，嘉靖丙戌进士，官四川副使。前母沈氏；母詹氏。具庆下。弟惟用、惟调、惟時、惟詩（萬曆癸酉举人）、惟羹。侄子梅豸（梅惟詩子），字鳳陽，萬曆四十六年戊午舉人，由良鄉教諭升知完澤縣，官至按察司監軍僉事。